# Benzamide
Benzamide is een organische verbinding met als brutoformule C7H7NO. De stof komt voor als een quasi-witte, vaste stof. De stof valt onder de klasse van benzamiden. Het kan gezien worden als een derivaat van benzoëzuur. De stof is beperkt oplosbaar in water, maar vaak zeer goed in een groot aantal organische oplosmiddelen.

## Synthese
Benzamide kan gemaakt worden door de methyl- of ethylester van benzoëzuur te mengen met geconcentreerde ammoniakoplossing en een paar dagen hevig te roeren bij kamertemperatuur. De alcoholgroep is hierbij een goede vertrekkende groep.
Een andere methode van synthese is het verhitten van ureum en benzoëzuur onder katalyse van fosforzuur. Een intermediair dat ontstaat tijdens het verhitten van ureum is ammoniumcyanaat wat vervolgens een reactie aangaat met de benzoëzuur. Er ontstaan ammoniak en koolstofdioxide als bijproduct.

## Toepassingen
Benzamide is een goede uitgangsstof voor heel veel synthesen van andere verbindingen. Dehydratie van benzamiden levert het corresponderende nitril op (bijvoorbeeld benzonitril, Ar-CN). Veel gebruikte hygroscopische middelen voor de dehydratie zijn difosforpentoxide of azijnzuuranhydride.
Met een Hoffman omlegging is het mogelijk om arylamines te synthetiseren. Dit gebeurt door het benzamide te laten reageren met een vers bereide hypobromiet-oplossing, er ontstaat CO2 als bijproduct.
De derivaten van de stofklasse "benzamide" worden in de psychiatrie als medicament gebruikt.

## Psychiatrische toepassingen
In de psychiatrie wordt een aantal gesubstitueerde benzamides therapeutisch toegepast als antipsychoticum. Twee van de nu in gebruik zijnde groep benzamides zijn sulpiride en amisulpride.
Een ander benzamide, remoxipride, is in 1993 uit de handel genomen vanwege levensbedreigende bijwerkingen.
Sommige pijnstillers, zoals salicylamide en ethenzamide hebben ook een benzamidestructuur.